# ميا بنسون
ميا بنسون (بالسويدية: Mia Benson)‏ هي كاتبة سيناريو وممثلة سويدية، ولدت في 7 يونيو 1947 بستوكهولم في السويد.

## وصلات خارجية
- ميا بنسون على موقع IMDb (الإنجليزية)
- ميا بنسون على موقع ألو سيني (الفرنسية)
- ميا بنسون على موقع ميوزك برينز (الإنجليزية)
- ميا بنسون على موقع أول موفي (الإنجليزية)
- ميا بنسون على موقع قاعدة بيانات الأفلام السويدية (السويدية)
- ميا بنسون على موقع قاعدة بيانات الفيلم (الإنجليزية)
- ميا بنسون على موقع كينوبويسك (الروسية)